# Francisco Carrasco Soto
Francisco Carrasco Soto es un músico gitano español miembro del grupo de flamenco-fusion Navajita Plateá. Nació en Jerez de la Frontera en 1976. 
Francisco Carrasco Soto, apodado Curro, es el guitarrista del grupo, hermano del cantaor Juañares y sobrino de Diego Carrasco, al que suele acompañar a todos sus conciertos.